# Izabella Kuliffay
Izabella Kuliffay (29 décembre 1863 - 19 janvier 1945) est une pianiste et compositrice hongroise.

## Biographie
Izabella Kuliffay nait à Pest le 29 décembre 1863. Elle étudie la musique au Conservatoire national de Budapest de 1877 à 1879 et à l'Académie de musique de Budapest de 1879 à 1883, avec entre autres Kornél Ábrányi et Gyula Erkel (hu). Son œuvre a été fortement influencée par Franz Liszt.
Après avoir terminé ses études, Kuliffay enseigne la musique à Budapest. Elle a été vice-présidente de la Hungarian Women’s Choral Union et a fondé une école pour filles.
Elle meurt à Budapest le 19 janvier 1945.

## Œuvres
- Suite Magyar (zongorán a szerző)

## Source
- (en) Cet article est partiellement ou en totalité issu de l’article de Wikipédia en anglais intitulé « Izabella Kuliffay » (voir la liste des auteurs).